# سرجو لائوریچلا
سرجو لائوریچلا (ایتالیایی: Sergio Lauricella; ۱۹ ژوئن ۱۹۲۱ – ۲ مهٔ ۲۰۰۸) آهنگساز اهل ایتالیا بود.
از افتخارات وی میتوان به کسب مدال برنز موسیقی بی‌کلام و مجلسی در بخش مسابقات هنری بازی‌های المپیک تابستانی ۱۹۴۸ اشاره کرد.